# 1311 Knopfia
1311 Knopfia (1933 FF1) là một tiểu hành tinh vành đai chính được phát hiện ngày 24 tháng 3 năm 1933 bởi K. Reinmuth ở Heidelberg.